# Nordische Junioren-Skiweltmeisterschaften 1998
Die 21. Nordischen Junioren-Skiweltmeisterschaften 1998 fanden vom 21. bis zum 25. Januar 1998 im schweizerischen St. Moritz statt. Damit war die Schweiz nach 1977 (Sainte-Croix) und 1985 (Täsch) zum dritten Mal Ausrichter dieses wichtigsten Nachwuchswettbewerbes im nordischen Skisport. Mit St. Moritz wurde einer der traditionsreichsten Wintersportorte der Alpen, in dem bereits die Olympischen Winterspiele 1928 und 1948 stattgefunden hatten, für die Junioren-Weltmeisterschaften ausgewählt. Nach Lake Placid (Junioren-WM 1986) und Calgary im Vorjahr war St. Moritz erst die dritte Olympiastadt, in der Junioren-Weltmeisterschaften stattfanden.
Erfolgreichste Nation der Wettkämpfe wurde Finnland mit zwei Gold-, einer Silber- und zwei Bronzemedaillen, wobei die Nordeuropäer vor allem in der Nordischen Kombination, in der sie beide Wettbewerbe gewannen, reüssieren konnten.

## Wettkampfstätten
Die Skisprungwettbewerbe und das Springen der Nordischen Kombination wurden auf der Olympiaschanze ausgetragen, die extra für die Junioren-Weltmeisterschaften noch einmal modernisiert worden war und auf der damit erstmals nach sechs Jahren wieder internationale Sprungwettbewerbe stattfanden. Die Langlaufwettbewerbe der Spezialisten und der Kombinierer fanden auf den Loipen im wenige Kilometer entfernten Pontresina statt.

## Skilanglauf Junioren

### 10 km Freistil
| Platz | Sportler          | Land        | Zeit (min) |
| ----- | ----------------- | ----------- | ---------- |
| 1     | Andreas Koiser    | Österreich  | 25:27,0    |
| 2     | Ivan Margaroli    | Italien     | 25:30,6    |
| 3     | Martin Koukal     | Tschechien  | 25:45,5    |
| 4     | Ron Spanuth       | Deutschland | 25:48,1    |
| 5     | Florian Kostner   | Italien     | 25:48,5    |
| 6     | Loris Frasnelli   | Italien     | 25:57,0    |
| 7     | Johannes Eder     | Österreich  | 25:59,8    |
| 8     | Axel Teichmann    | Deutschland | 26:06,5    |
| 9     | Tore Ruud Hofstad | Norwegen    | 26:06,8    |
| 10    | Bruno Debertolis  | Italien     | 26:24,1    |
| ...   |                   |             |            |
| 23    | Jürgen Pinter     | Österreich  | 26:54,2    |
| 37    | Alexander Schwarz | Österreich  | 27:18,0    |
| 40    | Philipp Schmider  | Deutschland | 27:20,6    |
| 42    | Andrea Florinett  | Schweiz     | 27:28,5    |
| 48    | Gabriel Huber     | Schweiz     | 27:47,4    |
| 56    | Andreas Zihlmann  | Schweiz     | 28:09,2    |
| 57    | Tino Mettler      | Schweiz     | 28:09,8    |
| 58    | Jan Kirchbach     | Deutschland | 28:10,7    |

Datum: 21. Januar 1998

### 30 km klassisch
| Platz | Sportler            | Land        | Zeit (std) |
| ----- | ------------------- | ----------- | ---------- |
| 1     | Alexey Lushkin      | Russland    | 1:27:16,9  |
| 2     | Alexandre Nikitenko | Russland    | 1:27:17,6  |
| 3     | Krister Trondsen    | Norwegen    | 1:27:47,3  |
| 4     | Ivan Margaroli      | Italien     | 1:28:23,3  |
| 5     | Florian Kostner     | Italien     | 1:28,36,0  |
| 6     | Shunsuke Komamura   | Japan       | 1:28:56,3  |
| 7     | Robert Whitney      | USA         | 1:29:02,8  |
| 8     | Lauri Pyykönen      | Finnland    | 1:29:17,6  |
| 9     | Lukas Havlin        | Tschechien  | 1:29:23,6  |
| 10    | Hans Leithe         | Norwegen    | 1:29:36,92 |
| ...   |                     |             |            |
| 15    | Ron Spanuth         | Deutschland | 1:30:37,5  |
| 16    | Axel Teichmann      | Deutschland | 1:30:45,9  |
| 19    | Johannes Eder       | Österreich  | 1:31:08,1  |
| 28    | Andreas Koiser      | Österreich  | 1:32:06,4  |
| 36    | Jan Kirschbach      | Deutschland | 1:33:03,7  |
| 38    | Jens Filbrich       | Deutschland | 1:33:26,6  |
| 43    | Andrea Florinett    | Schweiz     | 1:33:55,4  |
| 46    | Marc Mayer          | Österreich  | 1:34:09,0  |

Datum: 25. Januar 1998

### 4 × 10 km Staffel
| Platz | Sportler                                                        | Land        | Zeit (std) |
| ----- | --------------------------------------------------------------- | ----------- | ---------- |
| 1     | Norbert Pelc Lukas Havlin Ondrej Biman Martin Koukal            | Tschechien  | 1:49:26,3  |
| 2     | Krister Trondsen Hans Leithe Tore Ruud Hofstad Brynjar Skjærli  | Norwegen    | 1:49:38,5  |
| 3     | Ivan Margaroli Florian Kostner Bruno Debertolis Loris Frasnelli | Italien     | 1:49:58,2  |
| 4     | Johannes Eder Andreas Koiser Jürgen Pinter Alexander Schwarz    | Österreich  | 1:50:24,8  |
| 6     | Jens Filbrich Ron Spannuth Axel Teichmann Philipp Schmieder     | Deutschland | 1:51:11,4  |
| 13    | Andrea Florinett David Meierhans Gabriel Huber Andreas Zihlmann | Schweiz     | 1:55:51,8  |

Datum: 23. Januar 1998
Es waren 21 Teams am Start.

## Skilanglauf Juniorinnen

### 5 km Freistil
| Platz | Sportler         | Land          | Zeit (min) |
| ----- | ---------------- | ------------- | ---------- |
| 1     | Katrin Šmigun    | Estland       | 14:03,2    |
| 2     | Claudia Künzel   | Deutschland   | 14:04,6    |
| 3     | Zuzana Kocumová  | Tschechien    | 14:07,2    |
| 4     | Evi Sachenbacher | Deutschland   | 14:16,4    |
| 5     | Pirjo Manninen   | Finnland      | 14:17,7    |
| 6     | Laurence Rochat  | Schweiz       | 14:25,6    |
| 7     | Lina Andersson   | Schweden      | 14:26,4    |
| 9     | Pia Tarvainen    | Finnland      | 14:38,4    |
| 10    | Jana Rehemaa     | Estland       | 14:41,4    |
| 11    | Mariana Handler  | Schweden      | 14:45,1    |
| ...   |                  |               |            |
| 16    | Mandy Kämpf      | Deutschland   | 14:55,0    |
| 28    | Regula Hulliger  | Schweiz       | 15:10,0    |
| 30    | Isabel Klaus     | Deutschland   | 15:10,7    |
| 40    | Flurina Bachmann | Schweiz       | 15:23,2    |
| 42    | Karin Camenisch  | Schweiz       | 15:26,6    |
| 69    | Marion Walser    | Liechtenstein | 16:28,2    |

Datum: 21. Januar 1998

### 15 km klassisch
| Platz | Sportler         | Land          | Zeit (min) |
| ----- | ---------------- | ------------- | ---------- |
| 1     | Hilde Glomsås    | Norwegen      | 48:25,6    |
| 2     | Marina Lajskaia  | Russland      | 48:56,0    |
| 3     | Katrin Šmigun    | Estland       | 49:17,5    |
| 4     | Pirjo Manninen   | Finnland      | 49:25,7    |
| 5     | Lina Andersson   | Schweden      | 49:29,7    |
| 6     | Zuzana Kocumová  | Tschechien    | 49:43,6    |
| 8     | Steffi Völkel    | Deutschland   | 49:53,5    |
| 10    | Evi Sachenbacher | Deutschland   | 50:08,1    |
| 11    | Claudia Künzel   | Deutschland   | 50:17,0    |
| 12    | Elena Kolomina   | Kasachstan    | 50:25,4    |
| ...   |                  |               |            |
| 38    | Regula Hulliger  | Schweiz       | 53:01,5    |
| 49    | Karin Camenisch  | Schweiz       | 53:55,1    |
| 53    | Marion Walser    | Liechtenstein | 54:14,3    |
| 68    | Saskia Bösch     | Schweiz       | 55:32,9    |

Datum: 25. Januar 1998

### 4 × 5 km Staffel
| Platz | Sportler                                                                    | Land     | Zeit (std) |
| ----- | --------------------------------------------------------------------------- | -------- | ---------- |
| 1     | Lina Andersson Jenny Olsson Anna-Karin Strömstedt Mariana Handler           | Schweden | 1:02:11,7  |
| 2     | Krista Uusitalo Jenni Suikka Piia Tarvainen Pirjo Muranen                   | Finnland | 1:02:40,2  |
| 3     | Marina Lajskaia Denisova Ludmila Boltneva Tatjana Vodolazova Olga Rotschewa | Russland | 1:02:43,2  |
| 7     | Corinne Rebetez Laurence Rochat Flurina Bachmann Karin Camenisch            | Schweiz  | 1:05:12,6  |

Datum: 23. Januar 1998
Es waren 19 Teams am Start.

## Nordische Kombination Junioren

### Gundersen (Normalschanze K 95/10 km)
| Platz | Sportler       | Land       |
| ----- | -------------- | ---------- |
| 1     | Hannu Manninen | Finnland   |
| 2     | Samppa Lajunen | Finnland   |
| 3     | David Kreiner  | Österreich |

Datum: 22. Januar 1998

### Mannschaft (Normalschanze K95/4 × 5 km)
| Platz | Sportler                                                       | Land      |
| ----- | -------------------------------------------------------------- | --------- |
| 1     | Mikko Keskinarkaus Jaakko Tallus Samppa Lajunen Hannu Manninen | Finnland  |
| 2     | Gorazd Robnik Jure Kosmač Marko Šimic Igor Cuznar              | Slowenien |
| 3     | Christoph Engel Lucas Vonlanthen Roger Kamber Andy Hartmann    | Schweiz   |

Datum: 23. Januar 1998

## Skispringen Junioren

### Normalschanze
| Platz | Sportler            | Land        | Weite 1 | Weite 2 | Punkte |
| ----- | ------------------- | ----------- | ------- | ------- | ------ |
| 1     | Wolfgang Loitzl     | Österreich  | 94,5 m  | 93,0 m  | 231,5  |
| 2     | Kazuhiro Nakamura   | Japan       | 93,5 m  | 89,0 m  | 219,0  |
| 3     | Matti Hautamäki     | Finnland    | 89,5 m  | 92,5 m  | 216,0  |
| 4     | Michael Wagner      | Deutschland | 89,5 m  | 92,0 m  | 214,5  |
| 5     | Choi Heung-chul     | Südkorea    | 90,0 m  | 89,5 m  | 211,0  |
| 6     | Arne Sneli          | Norwegen    | 90,0 m  | 89,5 m  | 210,0  |
| 7     | Blaž Vrhovnik       | Slowenien   | 89,5 m  | 88,0 m  | 205,5  |
| 8     | Simon Ammann        | Schweiz     | 90,0 m  | 85,0 m  | 201,0  |
| 9     | Miha Rihtar         | Slowenien   | 91,5 m  | 83,0 m  | 198,0  |
|       | Choi Seou           | Südkorea    | 88,5 m  | 85,0 m  | 198,0  |
| …     |                     |             |         |         |        |
| 13    | Frank Löffler       | Deutschland | 84,5 m  | 83,0 m  | 185,0  |
| 19    | Wilfried Eberharter | Österreich  | 83,5 m  | 80,5 m  | 175,5  |
| 20    | Martin Koch         | Österreich  | 86,0 m  | 80,0 m  | 175,0  |
| 23    | Georg Späth         | Deutschland | 83,0 m  | 78,5 m  | 171,5  |
| 24    | Werner Kladler      | Österreich  | 86,5 m  | 75,5 m  | 170,0  |
| 26    | Marcel Schaffrath   | Deutschland | 81,5 m  | 80,5 m  | 168,5  |

Datum: 24. Januar 1998

### Mannschaftsspringen Normalschanze
| Platz | Sportler                                                           | Land         | Punkte |
| ----- | ------------------------------------------------------------------ | ------------ | ------ |
| 1     | Frank Löffler Georg Späth Stefan Pieper Michael Wagner             | Deutschland´ | 787,5  |
| 2     | Homare Kishimoto Keita Umezaki Kazuki Nishishita Kazuhiro Nakamura | Japan        | 747,5  |
| 3     | Pekka Salminen Hannu Alakunnas Jani Mylläri Matti Hautamäki        | Finnland     | 741,0  |

Datum: 22. Januar 1998

## Nationenwertung
| Platz | Land        | Gold | Silber | Bronze | Gesamt |
| ----- | ----------- | ---- | ------ | ------ | ------ |
| 1     | Finnland    | 2    | 2      | 2      | 6      |
| 2     | Österreich  | 2    | 0      | 1      | 3      |
| 3     | Russland    | 1    | 2      | 1      | 4      |
| 4     | Deutschland | 1    | 1      | 0      | 2      |
| 5     | Norwegen    | 1    | 0      | 1      | 2      |
| 6     | Estland     | 1    | 0      | 1      | 2      |
| 7     | Schweden    | 1    | 0      | 0      | 1      |
| 8     | Japan       | 0    | 2      | 0      | 2      |
| 9     | Italien     | 0    | 1      | 0      | 1      |
| 9     | Slowenien   | 0    | 1      | 0      | 1      |
| 11    | Tschechien  | 0    | 0      | 2      | 2      |
| 12    | Schweiz     | 0    | 0      | 1      | 1      |